# Nuklearna energija vezanja
Nuklearna energija vezanja je energija koja drži nukleone (protone i neutrone) na okupu u atomskom jezgru. Ta energija ima različite vrednosti za različita jezgra, a raste s porastom atomskog broja (Z). Zbog takve razlike u energiji vezanja, neka su jezgra nestabilna i raspadaju se, pretvarajući se u druga, stabilnija jezgra. Učestalost raspada je povezana sa vremenom poluraspada, koje se određuje kao vreme koje je potrebno da se raspadne polovina jezgara nekog uzorka. Vreme poluraspada različitih jezgara može imati vrednosti od delića sekunde pa sve do nekoliko milijardi godina.
Među protonima, kao pozitivno naelektrisanim česticama, vlada odbojna elektromagnetna sila, dok izmeu protona i neutraona (kao nenaelektrisanih čestica) nema elektromagnetne interakcije. Sila koja drži nukleone u jezgru na okupu je rezidualna jaka nuklearna sila. Nuklearna energija vezivanja odgovara radu koji je potrebno uložiti da bi se jezgro rastavilo na nukleone.

## Defekt mase
Merenja atomskih masa atomskih jezgri pomoću masenog spektrografa, pokazala su da je masa svakog atomskog jezgra uvek manja od zbira masa njegovih slobodnih nukleona (protona i neutron), od kojih je sastavljena. Razlika između zbira masa protona i neutrona, koji grade neko atomsko jezgro, i same mase tog atomskog jezgra, naziva se defekt mase. S obzirom na Ajnštajnovu ekvivalentnost mase i energije, proizlazi da se pri stvaranju neke atomske mase, jedan deo mase pretvorio u energiju, i to u nuklearnu energiju vezivanja.

### Nuklearna energija vezanja po nukleonu
Ako se vrednost nuklearne energije vezanja podeli s brojem nukleona u atomskom jezgru, dobija se nuklearna energija vezanja po nukleonu ili specifična nuklearna energija vezanja. Tako na primer ona za neon-20 iznosi 8,031 MeV, dok za olovo-208 je 7,865 MeV. Iako su ova dva hemijska elementa na različitim stranama periodnog sistema elemenata, nuklearna energija vezanja po nukleonu im je gotovo jednaka.
Nuklearna energija vezanja po nukleonu brzo raste u području lakih elemenata i sve do materija koje imaju atomsku masu oko 60, gde iznosi oko 9 MeV. Nakon toga dolazi do pada vrednosti, da bi za uranijum bila oko 7 MeV. Između atomskih masa 1 i 20 primećuje se izlomljenost krivulje, s oštrim prelazima između najmanjih i najvećih vrednosti. Najmanje vrednosti u tom području imaju litijum-6 i bor-10, jer sadrže neparan broj protona i neutrona. Najveće vrednosti u tom području imaju helijum-4, ugljenik-12 i kiseonik-16, koji imaju paran broj nukleona. Možemo zaključiti da stabilnost atomskog jezgra zavisi i od toga da li ima paran ili neparan broj nukleona. Vidljivo je da među lakim atomskim jezgrima, atomsko jezgro helijuma-4 (alfa-čestica) ima najveću nuklearnu energiju vezanja po nukleonu, pa možemo zaključiti da alfa-čestice imaju vrlo stabilno atomsko jezgro.
Osim toga, vidljivo je da najveću vrednost nuklearne energije vezanja po nukleonu imaju atomska jezgra s atomskom masom od 40 do 100. Kod njih energija vezanja iznosi oko 8,7 MeV.
| Atomsko jezgro |    |    | Defekt mase | Ukupna masa | Ukupna masa / nukleon | Nuklearna energija vezanja / nukleon | Nuklearna energija vezanja | Energija vezanja | Energija vezanja / nukleon |
| -------------- | -- | -- | ----------- | ----------- | --------------------- | ------------------------------------ | -------------------------- | ---------------- | -------------------------- |
| 56Fe           | 26 | 30 | -60,6054 MeV   | 55,934937   | 0,9988382 u           | 9,1538 MeV                              | 0,528479 u                  | 492,275 MeV         | 8,7906                     |
| 58Fe           | 26 | 32 | -62,1534 MeV   | 57,933276 u  | 0,9988496 u            | 9,1432 MeV                              | 0,547471 u                  | 509,966 MeV         | 8,7925                     |
| 60Ni           | 28 | 32 | -64,4721 MeV   | 59,930786 u  | 0,9988464 u            | 9,1462 MeV                              | 0,565612 u                  | 526,864 MeV         | 8,7811                     |
| 62Ni           | 28 | 34 | -66,7461 MeV   | 61,928345 u  | 0,9988443 u            | 9,1481 MeV                              | 0,585383 u                  | 545,281 MeV         | 8,7948                     |

| Atomsko jezgro |   |   | Defekt mase | Ukupna masa | Ukupna masa / nukleon | Nuklearna energija vezanja / nukleon | Nuklearna energija vezanja | Energija vezanja | Energija vezanja / nukleon |
| -------------- | - | - | ----------- | ----------- | --------------------- | ------------------------------------ | -------------------------- | ---------------- | -------------------------- |
|                | 0 | 1 | 8,0716 MeV     | 1,008665    | 1,008665              | 0,0000 MeV                              | 0 u                        | 0                | 0                          |
| 1H             | 1 | 0 | 7,2890 MeV  | 1,007825    | 1,007825              | 0,7826 MeV                              | 0,0000000146 u              | 0,0000136 MeV       | 13,6                       |
| 2H             | 1 | 1 | 13,13572 MeV   | 2,014102 u   | 1,007051 u             | 1,50346 MeV                             | 0,002388 u                  | 2,22452 MeV         | 1,11226                    |
| 3H             | 1 | 2 | 14,9498 MeV | 3,016049 u  | 1,005350 u            | 3,08815 MeV                          | 0,0091058 u                | 8,4820 MeV          | 2,8273                     |
| 3He            | 2 | 1 | 14,9312 MeV    | 3,016029 u   | 1,005343 u             | 3,09433 MeV                             | 0,0082857 u                 | 7,7181 MeV          | 2,5727                     |

Za atomska jezgra koje imaju atomsku masu veću od 100, nuklearna energija vezanja po nukleonu pomalo opada, tako da pri kraju uranijum-238 ima vrednost oko 7,5 MeV. 